# Кнут (тауншип, Миннесота)
Кнут (англ. Knute) — тауншип в округе Полк, Миннесота, США. На 2000 год его население составило 496 человек.

## География
По данным Бюро переписи населения США площадь тауншипа составляет 90,3 км², из которых 81,7 км² занимает суша, а 8,6 км² — вода (9,53 %).

## Демография
По данным переписи населения 2000 года здесь находились 496 человек, 168 домохозяйств и 121 семья.  Плотность населения —  6,1 чел./км².  На территории тауншипа расположено 272 постройки со средней плотностью 3,3 построек на один квадратный километр. Расовый состав населения: 97,18 % белых, 1,81 % коренных американцев и 1,01 % приходится на две или более других рас.
Из 168 домохозяйств в 26,8 % воспитывались дети до 18 лет, в 63,1 % проживали супружеские пары, в 6,5 % проживали незамужние женщины и в 27,4 % домохозяйств проживали несемейные люди. 25,0 % домохозяйств состояли из одного человека, при том 8,9 % из — одиноких пожилых людей старше 65 лет. Средний размер домохозяйства — 2,42, а семьи — 2,89 человека.
21,2 % населения — младше 18 лет, 2,2 % — в возрасте от 18 до 24 лет, 19,0 % — от 25 до 44, 27,4 % — от 45 до 64, и 30,2 % — старше 65 лет. Средний возраст — 52 года. На каждые 100 женщин приходилось 93,8 мужчин.  На каждые 100 женщин старше 18 приходилось 87,1 мужчин.
Средний годовой доход домохозяйства составлял 41 750 долларов, а средний годовой доход семьи —  45 000 долларов. Средний доход мужчин —  33 750  долларов, в то время как у женщин — 18 750. Доход на душу населения составил 16 795 долларов. За чертой бедности находились 5,3 % семей и 7,4 % всего населения тауншипа, из которых 15,0 % младше 18 лет.